# فلباتاسفير/سوفوسبوفير
فلباتاسفير/سوفوسبوفير (الاسم التجاري: Epclusa) هو دواء مركب يستعمل لعلاج التهاب الكبد الفيروسي ج. يعطى بجرعة حبة واحدة يوميا من فلباتاسفير وسوفوسبوفير اللذين يقومان بتثبيط NS5A، أي مثبط لنوكليوتيد بوليميراز الحمض النووي الريبوزي للفيروس. ويعد أول دواء يستعمل لكل الأنماط الجينية لفيروس التهاب الكبد الفيروسي ج، وتؤخذ الجرعة عن طريق الفم بمقدارة مضغوطة واحدة يوميا ويستعمل للبالغين للأنماط من 1-6 في حالات عدوى فيروس التهاب الكبد الفيروسي ج المزمنة.
طورت شركة غيلياد ساينسز الدواء وحصل على ترخيص إدارة الغذاء والدواء الأمريكية في جزيران 2016.
في بنغلاديش، قامت شركة بياكون بتصنيع نسخة من الدواء تحت اسم تجاري هو Sofosvel. وقد حصلت شركة بياكون على ترخيص دائرة إدارة الأدوية في وزارة الصحة في بنغلاديش.